# Soroll de ràfega
El soroll de ràfega és un tipus de soroll electrònic que es produeix en els semiconductors i les pel·lícules d'òxid de porta ultrafines. També s'anomena soroll de telègraf aleatori (RTN), soroll de crispetes de blat de moro, soroll d'impuls, soroll biestable o soroll de senyal de telègraf aleatori (RTS).
Consisteix en transicions sobtades en forma de pas entre dos o més nivells de voltatge o corrent discrets, fins a diversos centenars de microvolts, en moments aleatoris i impredictibles. Cada canvi de tensió o corrent de compensació sovint dura des de diversos mil·lisegons fins a segons, i sona com crispetes de blat de moro si es connecta a un altaveu d'àudio.
El soroll de ràfega es va observar per primera vegada als primers díodes de contacte puntual, després es va tornar a descobrir durant la comercialització d'un dels primers amplificadors operacionals de semiconductors; el 709. No es teoritza cap font única de soroll de ràfega per explicar tots els fets, però la causa més invocada és l'atrapament i l'alliberament aleatori de portadors de càrrega a les interfícies de pel·lícula fina o als llocs defectuosos del cristall semiconductor a granel. En els casos en què aquestes càrregues tenen un impacte significatiu en el rendiment del transistor (com ara sota una porta MOS o en una regió base bipolar), el senyal de sortida pot ser substancial. Aquests defectes poden ser causats per processos de fabricació, com ara la implantació d'ions pesats, o per efectes secundaris no intencionats com la contaminació superficial.
Els amplificadors operacionals individuals es poden seleccionar per detectar sorolls de ràfega amb circuits detectors de pics, per minimitzar la quantitat de soroll en una aplicació específica.
El soroll de ràfega es modela matemàticament mitjançant el procés telègraf, un procés estocàstic de temps continu markovià que salta discontínuament entre dos valors diferents.